# Нёргор, Карстен
Карстен Нёргор (дат. Carsten Nørgaard; род. 3 марта 1963, Фредериксберг, Дания) — датский актёр.

## Биография
В 1994 году Карстен Нёргор сыграл главного антагониста, тренера сборной Исландии по хоккею Вольфа Станссона по прозвищу «Дантист» в спортивном фильме студии Disney «Могучие утята 2».
С тех пор актёру часто доставались роли брутальных персонажей, как, например, наёмник Растин Куинн в фильме «Чужой против Хищника» (самостоятельно выполняя трюки в фильме, Карстен сломал себе ребро на съёмочной площадке); также зачастую играл отрицательных героев, вроде бессмертного убийцы-норвежца Канвульфа в одном из эпизодов сериала «Горец», оборотня Уиллигера в телефильме ужасов «Дом Франкенштейна», гвардейца Де Жюссака в «Мушкетёрах» или нациста Рудольфа Вегенра в телесериале «Человек в высоком замке». Также ему доводилось играть исторических личностей — в 2003 году он сыграл американского генерала Дариуса Нэша Кауча в драме «Боги и генералы», а в 2023 на экраны вышел российский фильм «Нюрнберг», в котором Нёргор сыграл Германа Геринга.

## Фильмография
| Год       |    | Русское название                             | Оригинальное название                     | Роль                      |
| --------- | -- | -------------------------------------------- | ----------------------------------------- | ------------------------- |
| 1993      | с  | Тропическая жара                             | Tropical Heat                             | Эрик                      |
| 1994      | ф  | Могучие утята 2                              | D2: The Mighty Ducks                      | Вольф «Дантист» Станссон  |
| 1995      | с  | Горец                                        | Highlander                                | Канвульф Разрушитель      |
| 1996      | тф | Кольцо                                       | The Ring                                  | капитан Манфред фон Трипп |
| 1997      | тф | Дом Франкенштейна                            | House of Frankenstein                     | Клаус Уиллигер            |
| 1998      | ф  | Солдат                                       | Soldier                                   | Грин                      |
| 2003      | ф  | Боги и генералы                              | Gods and Generals                         | генерал Дариус Нэш Кауч   |
| 2004      | ф  | Чужой против Хищника                         | AVP: Alien vs. Predator                   | Растин Куинн              |
| 2006      | ф  | Конец игры                                   | End Game                                  | Арман                     |
| 2007      | ф  | Обитель зла 3                                | Resident Evil: Extinction                 | зомби Стив (камео)        |
| 2010      | с  | C.S.I.: Место преступления                   | CSI: Crime Scene Investigation            | немецкий агент #1         |
| 2011      | ф  | Мушкетёры                                    | The Three Musketeers                      | Де Жюссак                 |
| 2012      | с  | Общее дело                                   | Common Law                                | «Эль Инженеро»            |
| 2012      | с  | Синдбад                                      | Sinbad                                    | Обсидиан                  |
| 2012      | с  | Удача                                        | Luck                                      | Иван                      |
| 2012—2013 | с  | Рита                                         | Rita                                      | Том Дирхаве               |
| 2013      | с  | Морская полиция: Лос-Анджелес                | NCIS: Los Angeles                         | Нолан Ванденберг          |
| 2013      | с  | Сонная Лощина                                | Sleepy Hollow                             | Гессиан                   |
| 2014      | с  | Дикте Свендсен                               | Dicte                                     | Стиг Хансен               |
| 2015—2018 | с  | Человек в высоком замке                      | The Man in the High Castle                | Рудольф Вегенер           |
| 2019      | с  | Новый агент Макгайвер                        | MacGyver                                  | Нильс Мадсен              |
| 2021      | ф  | Американская предательница                   | American Traitor: The Trial of Axis Sally | Макс Отто Койшвиц         |
| 2022      | с  | Закон и порядок: Организованная преступность | Law & Order: Organized Crime              | Рутгер Ульрих             |
| 2022      | с  | Список смертников                            | The Terminal List                         | Элиас Райберг             |
| 2022—2025 | с  | Кобра Кай                                    | Cobra Kai                                 | Гюнтер Браун              |
| 2023      | ф  | Нюрнберг                                     | Нюрнберг                                  | Герман Геринг             |
| 2023      | с  | Чёрный список                                | The Blacklist                             | Свен Холлуфсон            |